# Astur Club de Fútbol
L'Astur Club de Fútbol és un club de futbol amb seu a Oviedo, a la comunitat autònoma d'Astúries. Fundat l'any 1923 i posteriorment refundat l'any 1949, juga a Tercera Divisió – Grup 2, celebrant els partits a casa a l'Estadio Hermanos Llana, que té una capacitat per a 2.000 espectadors.

## Història
L'any 2003, l'Astur CF va canviar el seu nom a Oviedo Astur Club de Fútbol (més conegut com a Oviedo ACF) i els seus colors a una samarreta blava i pantalons curts blancs, amb l'objectiu de substituir el Reial Oviedo, que aquell any va descendir a Segona Divisió B i setmanes després a Tercera Divisió per deutes financers.
Després de quatre temporades on l'Oviedo ACF va jugar una vegada els playoffs d'ascens a Segona Divisió B, el 2007 el club va decidir tornar als colors clàssics i la denominació Astur CF.

## Temporada a temporada
| Temporada | Nivell | Divisió    | Lloc | Copa del Rei |
| --------- | ------ | ---------- | ---- | ------------ |
| 1949–91   |        | Regional   | —    |              |
| 1991/92   | 4      | 3a         | 16è  |              |
| 1992/93   | 4      | 3a         | 15è  |              |
| 1993/94   | 4      | 3a         | 19è  |              |
| 1994/95   | 5      | Reg. Pref. | 8è   |              |
| 1995/96   | 5      | Reg. Pref. | 5è   |              |
| 1996/97   | 4      | 3a         | 20è  |              |
| 1997/98   | 5      | Reg. Pref. | 5è   |              |
| 1998/99   | 5      | Reg. Pref. | 2n   |              |
| 1999/00   | 4      | 3a         | 6è   |              |
| 2000/01   | 4      | 3a         | 5è   |              |
| 2001/02   | 4      | 3a         | 13è  |              |
| 2002/03   | 4      | 3a         | 8è   |              |
| 2003/04   | 4      | 3a         | 2n   |              |
| 2004/05   | 4      | 3a         | 9è   |              |
| 2005/06   | 4      | 3a         | 6è   |              |
| 2006/07   | 4      | 3a         | 14è  |              |
| 2007/08   | 4      | 3a         | 15è  |              |
| 2008/09   | 4      | 3a         | 17è  |              |
| 2009/10   | 4      | 3a         | 20è  |              |

| Temporada | Nivell | Divisió    | Lloc | Copa del Rei |
| --------- | ------ | ---------- | ---- | ------------ |
| 2010/11   | 5      | Reg. Pref. | 19è  |              |
| 2011/12   | 6      | 1a Reg.    | 1r   |              |
| 2012/13   | 5      | Reg. Pref. | 5è   |              |
| 2013/14   | 5      | Reg. Pref. | 3r   |              |
| 2014/15   | 4      | 3a         | 13è  |              |
| 2015/16   | 4      | 3a         | 19è  |              |
| 2016/17   | 5      | Reg. Pref. | 13è  |              |
| 2017/18   | 5      | Reg. Pref. | 7è   |              |
| 2018/19   | 5      | Reg. Pref. | 11è  |              |
| 2019/20   | 5      | Reg. Pref. | 7è   |              |
| 2020/21   | 5      | Reg. Pref. | 5è   |              |

- 17 temporades a Tercera Divisió

## Exjugadors destacats
- Berto
- Francisco Castaño
- Jaime Jordán
- Dani López
- Melendi

## Destacats antics entrenadors
- Enzo Ferrero